# Hallenradsport-Weltmeisterschaften 2009
Die Hallenradsport-Weltmeisterschaften 2009 fand vom 6. bis 8. November 2009 in Tavira statt. Es wurden Wettkämpfe im Radball und Kunstradfahren ausgetragen. Die erfolgreichste Nation war Deutschland, welche fünf Goldmedaillen gewann. Bis auf den Wettbewerb im Radball konnten sie alle Disziplinen gewinnen.
Es haben insgesamt 147 Sportler teilgenommen, welche fast alle aus dem europäischen oder asiatischen Raum stammen, mit Ausnahme von einem Kunstradfahrer aus Australien. Veranstaltungsort war die örtliche Turnhalle Pavilhão Municipal Doutor Eduardo Mansinho.

## Radball
Es wurde ein 2er-Teamwettkampf bei den Herren durchgeführt.

### Modus
Das Turnier umfasste zwei Gruppen: Gruppe A mit den sechs stärksten Nationen des Vorjahres und die Gruppen B mit fünf schwächeren Mannschaften.
In beiden Gruppen gab es jeweils eine Runde, in der alle einmal gegen alle spielten. In der Zwischenrunde der Gruppe-A-Teams traf die zweitplatzierte Mannschaft der Vorrunde auf die fünftplatzierte und die dritt- auf die viertplatzierte. Die beiden Sieger dieser Zwischenrunde und der Sieger der Vorrunde qualifizierten sich für die Halbfinale. Im ersten Halbfinale traf der Sieger der Vorrunde auf den Sieger aus dem Spiel zwischen dem zweit- und fünftplatzierten. Der Verlierer dieses Spiels musste in einem zweiten Halbfinale gegen den Sieger aus dem Spiel zwischen dem dritt- und viertplatzierten antreten. Die beiden Sieger aus den Halbfinalen spielten schließlich im Finalspiel den Weltmeister aus. Der Sieger der Gruppe B trat schließlich gegen den Tabellensechsten der Gruppe A um den Aufstieg respektive Verbleib in Gruppe A an.

### Gruppe A
| Rang | Land        | Spieler           | Spieler           |
| ---- | ----------- | ----------------- | ----------------- |
| 1.   | Schweiz     | Marcel Waldispühl | Peter Jiricek     |
| 2.   | Deutschland | Uwe Berner        | Matthias König    |
| 3.   | Österreich  | Simon König       | Dietmar Schneider |
| 4.   | Tschechien  | Jiří Hrdlička     | Radim Hason       |
| 5.   | Belgien     | Christoph Baudu   | Rik Deuvaert      |
| 6.   | Japan       | Naoya Kinoshita   | Matsuda Ko        |

### Auf-Abstiegsspiel Gruppe A/B
Japan schaffte den Klassenerhalt nicht und verlor gegen Frankreich.
 Japan –  Frankreich 2 : 3

### Gruppe B
| Rang | Land       | Spieler        | Spieler             |
| ---- | ---------- | -------------- | ------------------- |
| 1.   | Frankreich | Stéphane Bauer | Frédéric Doell      |
| 2.   | Hongkong   | Man Fai Lo     | Wing Tai Ho         |
| 3.   | Malaysia   | Zulkifli Senin | Shamsinar Abd Halim |
| 4.   | Ungarn     | Tamas Szitas   | Vilmos Toma         |
| 5.   | Slowakei   | Attila Hanko   | Tamas Czekus        |

## Kunstradfahren

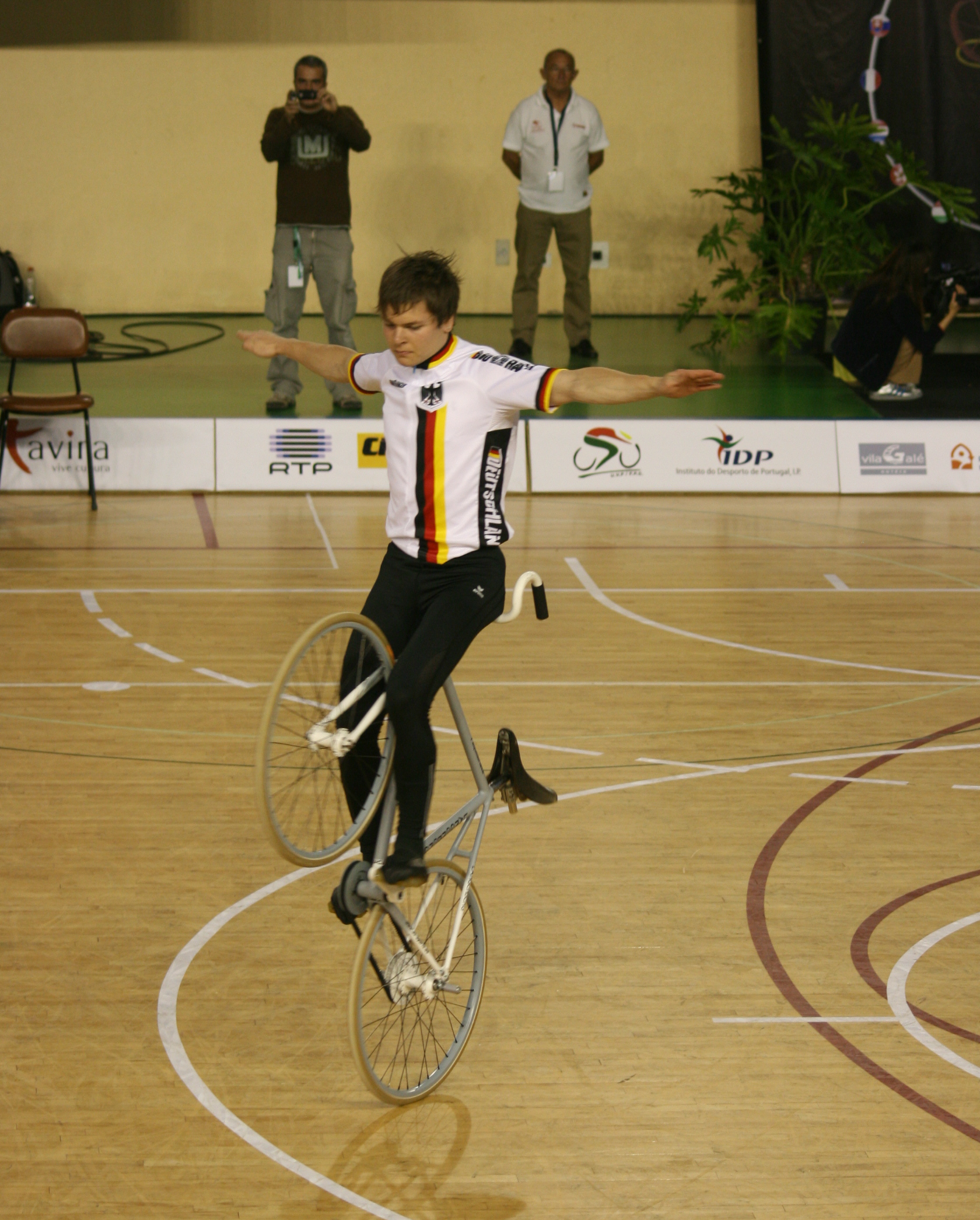
David Schnabel bei seiner Weltmeisterschaftskür am 8. November 2009 in Tavira

Es wurden Wettkämpfe im 1er- 2er- und 4er-Kunstradfahren der Damen, im 1er-Kunstradfahren der Herren und 2er-Kunstradfahren in einer offenen Klasse durchgeführt.

### Modus
Jeder Teilnehmer bzw. jedes Team hatte eine Kür zu fahren. Diese dauerte maximal sechs Minuten und beinhaltete bei den Einzelstartern 28 und bei den Duos 22 verschiedene Elemente mit je einer gewissen Schwierigkeitsstufe, die mit der Grundpunktzahl addiert als Basis für die Bewertung dienten (eingereichte Punkte). Das Endresultat ergab sich nach Abzug der Fehlerpunkte (ausgefahrene Punkte).

### Frauen

#### Einzel
Insgesamt nahmen am Wettkampf 25 Athletinnen aus 13 Nationen teil.
Medaillengewinner
| Rang | Land        | Fahrerin      | einger. | ausgef. |
| ---- | ----------- | ------------- | ------- | ------- |
| 1.   | Deutschland | Corinna Hein  | 180.00  | 172.19  |
| 2.   | Deutschland | Sandra Beck   | 178.40  | 163.35  |
| 3.   | Österreich  | Denise Boller | 180.50  | 154.51  |

#### Doppel
Insgesamt nahmen am Wettkampf 15 Teams aus 10 Nationen teil.
Das deutsche Duo Schultheis/Sprinkmeier stellte in der Finalrunde mit 150.75 ausgefahrenen Punkten in der Qualifikationsrunde einen neuen Weltrekord auf.
Medaillengewinner
| Rang | Land        | Fahrerin 1        | Fahrerin 2         | einger. | ausgef. |
| ---- | ----------- | ----------------- | ------------------ | ------- | ------- |
| 1.   | Deutschland | Katrin Schultheis | Sandra Sprinkmeier | 157.20  | 150.74  |
| 2.   | Deutschland | Nadja Thürmer     | Julia Thürmer      | 156.40  | 133.14  |
| 3.   | Schweiz     | Barbara Morf      | Nina Bommeli       | 129.10  | 119.63  |

#### 4er-Team
Das Teilnehmerfeld bestand aus 5 Teams.
Medaillengewinner
| Rang | Land        | Fahrerinnen                                                    | einger. | ausgef. |
| ---- | ----------- | -------------------------------------------------------------- | ------- | ------- |
| 1.   | Deutschland | Manuela Dieterle Katja Gaisser Ines Rudolf Simone Rudolf       | 199.20  | 185.19  |
| 2.   | Österreich  | Kathrin Hagen Silke Melbinger Melanie Melbinger Martina Schwar | 200.50  | 182.36  |
| 3.   | Schweiz     | Anja Gollmann Andrea Keller Maura Stiefel Nora Willener        | 186.20  | 167.09  |

### Herren Einzel
Insgesamt nahmen am Wettkampf 24 Athleten aus 14 Nationen teil.
Medaillengewinner
| Rang | Land        | Fahrer            | einger. | ausgef. |
| ---- | ----------- | ----------------- | ------- | ------- |
| 1.   | Deutschland | David Schnabel    | 201.00  | 194.39  |
| 2.   | Deutschland | Florian Blab      | 200.50  | 177.29  |
| 3.   | Hongkong    | Sum Yee Samuel Yu | 164.20  | 148.90  |

### Mixed Doppel
Es nahmen insgesamt 13 Duos aus 10 Nationen teil.
Medaillengewinner
| Rang | Land        | Fahrer 1          | Fahrer 2        | einger. | ausgef. |
| ---- | ----------- | ----------------- | --------------- | ------- | ------- |
| 1.   | Deutschland | Ann-Kathrin Egert | Stephan Rauch   | 144.70  | 133.33  |
| 2.   | Deutschland | Felix Blümmel     | Florian Blümmel | 148.00  | 124.59  |
| 3.   | Hongkong    | Beni Jost         | Joel Schmid     | 129.00  | 115.78  |